# Goodnight, Ladies

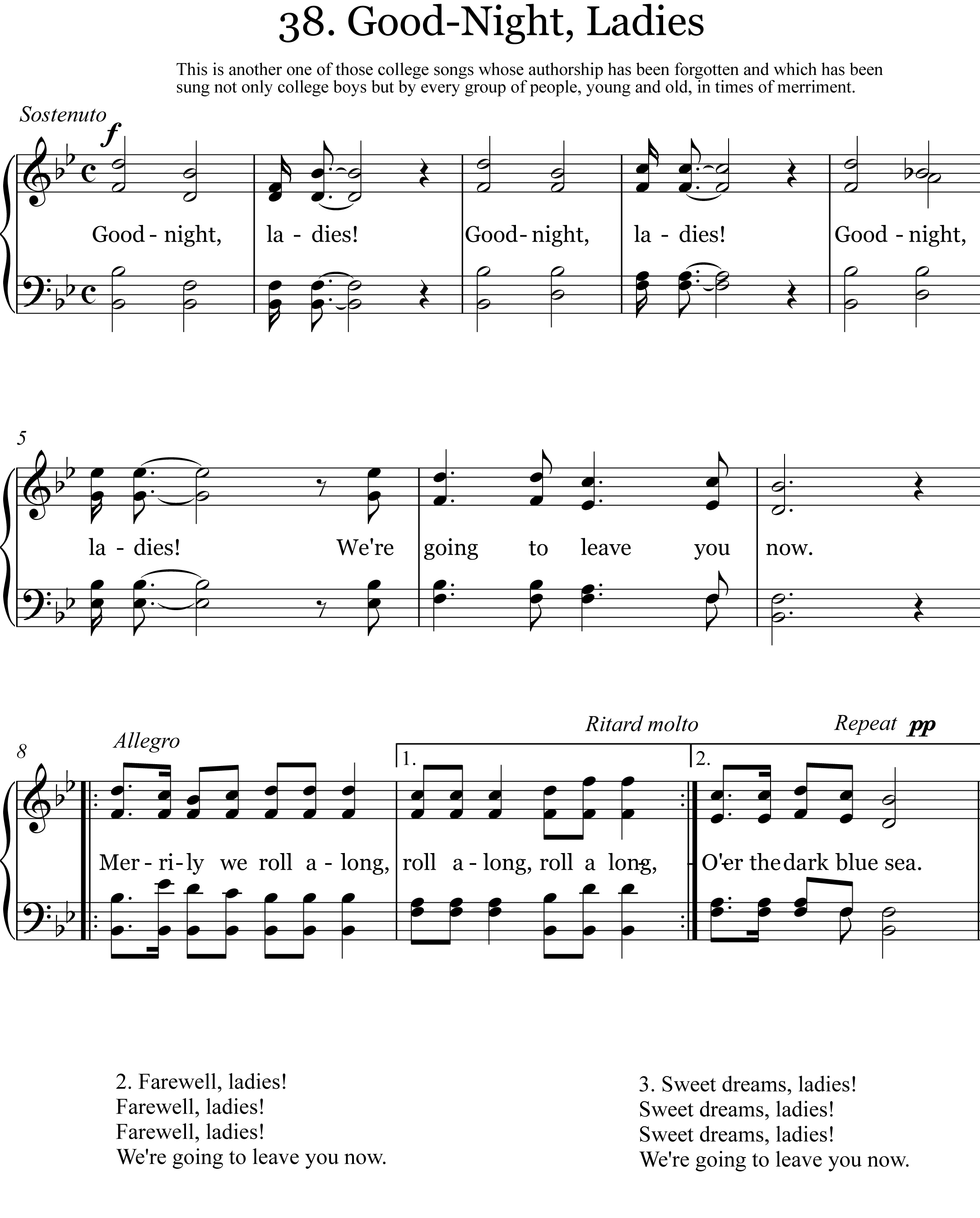
Notenblatt

Goodnight, Ladies ist ein Folk-Song, der Edwin Pearce Christy zugeschrieben wird und ursprünglich für eine Minstrel-Show gedacht war. Das heute bekannte Stück geht auf ein Lied von Christy aus dem Jahr 1847 mit dem Titel Farewell, Ladies zurück und wurde erstmals am 16. Mai 1867 veröffentlicht.
Deutschsprachig sind zwei Adaptionen besonders bekannt geworden: Rucki Zucki des Mainzer Karnevalisten Ernst Neger aus dem Jahr 1973 und das Fahrtenlied Die Wissenschaft hat festgestellt mit unbekannter Urheberschaft.

## Aufbau
Im englischsprachigen Original besitzt das Stück drei Strophen, deren Text sich jeweils mit einer Verabschiedungsformel an nicht näher bezeichnete Frauen (Ladies) richtet: 
Goodnight, ladies! Goodnight, ladies! Goodnight, ladies! We're going to leave you now.

(Gute Nacht, die Damen! Gute Nacht, die Damen! Gute Nacht, die Damen! Wir werden Sie jetzt verlassen). 
Dies wird wiederholt mit dem Formeln Farewell, Ladies! (Leben Sie wohl, die Damen!) und Sweet Dreams, ladies! (Süße Träume, die Damen!).
Der Refrain Merrily We Roll Along (Fröhlich wandern wir dahin) hat die gleiche Melodie wie das Schlaflied Mary Had a Little Lamb.

## Versionen

### Original
Sowohl als Instrumental wie auch als Lied wurde Goodnight, Ladies zahlreich interpretiert, darunter bereits 1936 von den Original Teddies & Billy Toffel. The Sportsmen mit Billy May & his Orchestra nahmen das Lied 1950 auf, und von Freddy Quinn gibt es eine Version auf Englisch von 1965. Instrumental gibt es unter anderem Versionen von Béla Sanders und seinem Tanzorchester von 1964, vom Orchester James Last von 1968, vom Orchester Joachim Kurzweg von 1972 und von Paul Kuhn und dem SFB-Tanzorchester von 1973.

### Deutschsprachige Versionen

Single Rucki Zucki (1973)

Bereits in den 1930er Jahren gab es mit Drei Matrosen eine deutschsprachige Version des Liedes, geschrieben von dem Schlagertexter Ralph Maria Siegel. Das Lied wurde mehrfach aufgenommen, darunter 1938 von Corny Ostermann mit seinem Tanz-Orchester und Rudolf Erhard und 1939 von Joe Alex mit seinen Solisten mit dem Richter-Duett. 1957 sangen die Teddies das Lied, das sich bereits zum Klassiker entwickelt hatte. Mit Angelina, laß das Weinen erschien 1962 eine neue Fassung des Liedes mit einem Text von Ralf Arnie, die von The Blue Diamonds aufgenommen wurde, und Peter Hinnen veröffentlichte 1964 Good Night, Jenny mit einem Text von Georg Buschor.
1976 sang Dieter Thomas Heck das Lied ebenfalls mit einem deutschen Text, jedoch unter dem Originaltitel Good Night, Ladies und bei seinem Abschied-Medley bei seinem Gala-Konzert aus der Dortmunder Westfalenhalle 1984 griff auch Peter Alexander das Lied auf. Im selben Jahr sang auch der Schlagersänger Ronny das Lied mit einem deutschen Text, und eine weitere Version gab es 1985 von Bruce Low.
Sowohl beim Karnevalslied Rucki Zucki des Mainzer Karnevalisten Ernst Neger von 1973 wie auch bei dem Fahrtenlied Die Wissenschaft hat festgestellt sind Strophe und Refrain gegenüber dem Original melodisch und in ihrer Reihenfolge vertauscht. Das in typischem Blasmusik-Arrangement aufgenommene Rucki Zucki kommt zudem mit einem geänderten Melodieteil (ersetzt den Abschnitt Merrily We Roll Along), komponiert von Sepp Gußmann.  Es nutzt die ursprüngliche Strophe für den Refrain „Rucki Zucki, Rucki Zucki, Rucki Zucki, das ist der neuste Tanz“, wobei es in seinen beiden Strophen ebenjenen Tanz erklärt.
Das ältere Fahrtenlied Die Wissenschaft hat festgestellt zählt in sechs Strophen Nonsens-Erkenntnisse der Wissenschaft (dass Marmelade Fett, Knackwurst Pferdefleisch, Coca-Cola Schnaps, Zigarette Heu, Stanniol Schokolade sowie Margarine Koks enthält) auf. Aus diesem Grund würden auf jeder Reise große Mengen dieser Substanzen konsumiert. Der Refrain unterstreicht dies jeweils, z. B. mit
Coca-Cola, Coca-Cola, Coca-Cola,
Die trinken wir alle so gern.
Eine weitere, auf dem Refrain aufbauende Partyschlagerversion erschien 2019 als 1 2 3 4 (Wir saufen alles leer) von Falko Ochsenknecht unter dem Künstlernamen Ole ohne Kohle.

## Zitate und Nutzung
- Charles Ives zitiert den Originalsong in der Orchesterkombination A Symphony: New England Holidays (1897–1913)
- Meredith Willson nutzte Teile des Songs im Musical The Music Man (1957).
- Bing Crosby versendete den Song in einem Medley auf seinem Albium 101 Gang Songs (1961).
- Die Wissenschaft hat festgestellt ist Teil des Liedgutes der Mundorgel.[6]